# Beach Head
Beach-Head est un jeu vidéo développé et édité par Indie Built (Access Software) sur Atari 8-bits et les ordinateurs personnels Commodore 64 aux États-Unis sorti en 1983. Des versions pour le Commodore 16, ZX Spectrum, BBC Micro et Acorn Electron (ainsi que les versions Atari et C64) ont été édités en Europe par US Gold en 1984, suivies d'une version sur Amstrad CPC, Thomson MO5 et Thomson TO7/70 en 1985.

## Système de jeu
Le décor du jeu est le théâtre de l'océan Pacifique de la Seconde Guerre mondiale. Le gameplay se compose de plusieurs étapes différentes dans lesquelles le joueur doit contrôler divers véhicules, y compris des navires de guerre et des chars.

## Accueil
Beach-Head était le jeu Commodore le plus vendu d'Access à la fin de 1987. Ahoy! a déclaré "Ce jeu est une explosion". Il a fait l'éloge des graphismes et a conclu: "C'est une réalisation de programmation remarquable". Compute! a classé le jeu en mai 1988 comme l'un de "nos jeux préférés", déclarant qu'il était supérieur à ses "nombreux imitateurs".
En 1996, Computer Gaming World a déclaré Beach Head le 117e meilleur jeu vidéo jamais sorti.

## Postérité
Le jeu a été inclus sur la compilation 1985 They Sold a Million, avec Daley Thompson's Decathlon, Sabre Wulf et Jet Set Willy.
Une suite, Beach Head II: The Dictator Strikes Back, est sortie en 1985. Un remake du jeu, Beach Head 2000 est sorti en 2000.